# Улян-Малий
Улян-Малий (пол. Ulan Mały) — село в Польщі, у гміні Улян-Майорат Радинського повіту Люблінського воєводства.
Населення — 250 осіб (2011).
У 1975-1998 роках село належало до Білопідляського воєводства.

## Демографія
Демографічна структура станом на 31 березня 2011 року:
|          | Загалом | Допрацездатний вік | Працездатний вік | Постпрацездатний вік |
| -------- | ------- | ------------------ | ---------------- | -------------------- |
| Чоловіки | 129     | 29                 | 88               | 12                   |
| Жінки    | 121     | 31                 | 65               | 25                   |
| Разом    | 250     | 60                 | 153              | 37                   |